# Ala (vattendrag i Belarus)
Ala (belarusiska: Ала) är ett vattendrag i Belarus. Det ligger i den centrala delen av landet, 190 kilometer sydost om huvudstaden Minsk.
I omgivningarna runt Ala växer i huvudsak blandskog. Runt Ala är det ganska tätbefolkat, med 54 invånare per kvadratkilometer.